# Hanley Hills (Misuri)
Hanley Hills es una villa ubicada en el condado de San Luis en el estado estadounidense de Misuri. En el Censo de 2010 tenía una población de 2101 habitantes y una densidad poblacional de 2.272,27 personas por km².

## Geografía
Hanley Hills se encuentra ubicada en las coordenadas 38°41′8″N 90°19′30″O / 38.68556, -90.32500. Según la Oficina del Censo de los Estados Unidos, Hanley Hills tiene una superficie total de 0.92 km², de la cual 0.92 km² corresponden a tierra firme y (0%) 0 km² es agua.

## Demografía
Según el censo de 2010, había 2101 personas residiendo en Hanley Hills. La densidad de población era de 2.272,27 hab./km². De los 2101 habitantes, Hanley Hills estaba compuesto por el 11.99% blancos, el 85.29% eran afroamericanos, el 0.1% eran amerindios, el 0.43% eran asiáticos, el 0% eran isleños del Pacífico, el 0.29% eran de otras razas y el 1.9% pertenecían a dos o más razas. Del total de la población el 1.29% eran hispanos o latinos de cualquier raza.